# Penedo de São Simão
O Penedo de São Simão localiza-se na freguesia de Refóios do Lima, no município de Ponte de Lima, Distrito de Viana do Castelo, em Portugal.

## História
Trata-se de uma sepultura escavada na rocha, datada da Alta Idade Média, possivelmente no tempo em que os muçulmanos ocuparam o norte da Península Ibérica.
O sítio está associado a uma lenda, a de São Simão, segundo a qual ele, do outro monte contíguo, quis que lhe erigissem uma capela, hoje em total ruína, tendo lançado o seu cajado. Onde ele caísse, era ali que queria ser sepultado.
Ora, o cajado terá caído precisamente em cima de um grande bloco de granito, onde ainda hoje lá se encontra.
Encontra-se classificado como Imóvel de Interesse Municipal desde 1982.